# Старая Лебежайка
Старая Лебежайка — село в Хвалынском районе Саратовской области России, в составе сельского поселения Елшанское муниципальное образование.
Население — 198 (2010)

## География
Село находится в пределах Приволжской возвышенности, являющейся частью Восточно-Европейской равнины, при ручье на высоте около 140-160 метров над уровнем моря. Примерно в 3-4 км к северо-западу и северу от села крупный лесной массив. Почвы - чернозёмы остаточно-карбонатные.
Село расположено примерно в 26 км по прямой в северо-западном направлении от районного центра города Хвалынска. По автомобильным дорогам расстояние до районного центра составляет 39 км, до областного центра города Саратов — 270 км. До железнодорожной станции Кулатка (линия Сызрань — Сенная) — 18 км. В 4 км по прямой в восточном направлении расположено село Новая Лебежайка (Ульяновская область)
Часовой пояс
Старая Лебежайка, как и вся Саратовская область, находится в часовой зоне МСК+1. Смещение применяемого времени относительно UTC составляет +4:00.

## История
В Списке населённых мест Российской империи по сведениям за 1859 год упоминается как казённое село Старая Лебежайка Хвалынского уезда Саратовской губернии, расположенное при речке Лебежайка по тракту из квартиры первого стана в квартиру второго стана на расстоянии 24 вёрст от уездного города. В населённом пункте имелось 269 дворов, проживали 1010 мужчин и 1036 женщины, имелась православная церковь. 
Согласно переписи 1897 года в селе проживали 3366 жителей (1634 мужчины и 1732 женщины), из них православных — 3235.
Согласно Списку населённых мест Саратовской губернии 1914 года Старая Лебежайка являлась волостным селом Старо-Лебежайской волости. По сведениям за 1911 год в селе насчитывалось 576 дворов, проживали 4302 приписанных жителей (2172 мужчины и 2130 женщин) и 23 "посторонних" жителя (11 мужчин и 14 женщин). В селе проживали преимущественно бывшие государственные крестьяне, мордва, составлявшие одно сельское общество. В деревне имелись православная церковь, 2 церковно-приходские школы, фельдшерский пункт, приёмный покой, базар, проводилась ярмарка.
В 1920-х годах мордовскими переселенцами из сёл Вязовка, Старая Лебежайка и Мордовская Карагужа, был основан хутор Калиновский, в 1967 году затоплен Саратовским водохранилищем.

## Население
Динамика численности населения по годам:
| Годы      | 1859 | 1897 | 1911 | 2002 |
| --------- | ---- | ---- | ---- | ---- |
| Население | 2046 | 3366 | 4325 | 321  |

| 2002 | 2010 |
| ---- | ---- |
| 321  | ↘198 |

Национальный состав
Согласно результатам переписи 2002 года мордва составляли 63 % населения села, русские - 29 %.